# Taifun (Film)
Taifun (Originaltitel: Green Dolphin Street) ist ein US-amerikanisches Filmdrama aus dem Jahr 1947. Das Drehbuch basiert auf dem Roman Der grüne Delphin (Green Dolphin Country, 1944) von Elizabeth Goudge.

## Handlung
Nach langer Abwesenheit kehren 1840 der Witwer Dr. Edmond Ozanne und sein Sohn William zurück in ihr Haus in der Green Dolphin Street auf der englischen Kanalinsel St. Pierre. Ihre Ankunft setzt das nahe Kloster in Aufregung. Die Mutter Oberin eilt zu Sophie Patourel, der ehemaligen Geliebten Edmonds, und benachrichtigt sie von seiner Rückkehr. Sophie, jetzt mit dem etwas einfältigen Octavius Patourel verheiratet, war einmal sehr in Edmond verliebt. Doch die stürmische Romanze wurde von ihren Eltern und auch von Edmonds Trunksucht beendet.
Sophies Töchter, die schüchterne Marguerite und die lebenslustige Marianne, verlieben sich beide in den ansehnlichen William. Marguerite hat in Timothy Haslam einen heimlichen Verehrer, der jedoch nach einem tödlichen Messerkampf an Bord des Schiffes Green Dolphin flüchtet, das in Richtung Neuseeland in See stechen soll. Kapitän O’Hara entdeckt noch vor dem Ablegen den blinden Passagier, doch er erlaubt ihm, an Bord zu bleiben, da er zu wenige Leute hat. Zur gleichen Zeit erzählt William Marianne, dass er die Welt umsegeln will. Marianne hilft dabei, ihn in die Navy zu bringen.
Nach einigen Jahren Dienst kommt William zurück, um Urlaub zu machen. Er macht seine Liebe öffentlich, die er für Mariannes Schwester Marguerite hegt. William muss wieder los und erreicht nach einiger Zeit China. In einem chinesischen Hafen verpasst er sein Schiff nach einem Landgang. Als er von einem Mädchen unter Drogen gesetzt und ausgeraubt wird, wird er als Fahnenflüchtling gesucht. William kommt wieder zu sich und sucht Zuflucht auf der sich ebenso im Hafen befindlichen Green Dolphin. In Neuseeland verlässt er das Schiff und freundet sich mit Timothy an. Er schreibt an Octavius um die Erlaubnis einzuholen, Marguerite zu heiraten. Doch versehentlich schreibt er Mariannes Namen. Timothy erfährt von dem Missgeschick und fordert William auf, Marianne vor der für sie schmerzhaften Wahrheit zu schützen und sie zu heiraten. Marguerite ist unterdessen depressiv geworden, weil ihre Eltern verstorben sind. Sie ist in das Kloster gegangen, um dort Ruhe und Frieden zu finden.
Jahre später haben sich Marianne und William in Neuseeland niedergelassen. Ein Erdbeben zerstört das Dorf, wobei Marianne und ihr ungeborenes Baby beinahe ums Leben kommen. Weitere Jahre später, William ist Vater einer Tochter, Veronica, geworden, muss die Familie die Region wegen eines Krieges zwischen den Siedlern und den Maoris verlassen. Sie kehren nach St. Pierre zurück, nachdem William auch offiziell von der Navy begnadigt wurde. Kurz nach ihrer Rückkehr findet Marianne einen Brief, der ihr verdeutlicht, dass William sich für Marguerite interessiert hat. Sie stellt William zur Rede, der nicht leugnet, aber ihr gesteht, Marianne nun wirklich zu lieben. Marianne ist verletzt und verwirrt und erzählt ihrer Schwester von Williams Schnitzer. Marguerite versichert Marianne, dass sie William vergibt. Sie hat ihr Glück in ihrer Bestimmung als Nonne gefunden. Marianne schiebt alle Zweifel beiseite und kehrt zu ihrem Mann zurück.

## Hintergrund
Die Uraufführung der MGM-Produktion fand am 15. Oktober 1947 in New York statt. In Deutschland erschien der Film erstmals am 27. Januar 1950 in den Kinos.
Laut einem Artikel des US-Magazins Look soll die Erdbebenszene 500.000 US-Dollar gekostet haben. Der größte Teil dieser Szenen wurden mit Miniaturen gedreht. Einige der Szenen wurden am Upper Klamath Lake im Bundesstaat Oregon gedreht.

## Kritiken
Für das Lexikon des internationalen Films war Taifun „ein zwar weitgehend unsentimentaler, aber recht ermüdender Film, der allenfalls durch die eindrucksvolle Darstellung einer Erdbebenkatastrophe in Erinnerung bleibt“.
Bosley Crowther von der New York Times beschrieb den Film als Wirrwarr von windigen gefühlsbeladenen Episoden, heroischer Abenteuer und überwältigender göttlicher Kraft. Variety befand, dass die unrealistische Geschichte keine Hilfe sei, das Geld, das der Film gekostet hat, wieder einzuspielen. Dazu bedürfe es der Hilfe von Erdbeben, Riesenwellen und aufständischen Eingeborenen.

## Auszeichnungen
Bei der Oscarverleihung 1948 wurden Douglas Shearer, A. Arnold Gillespie, Warren Newcombe und Michael Steinore in der Kategorie Beste Spezialeffekte mit dem Oscar ausgezeichnet. Douglas Shearer war zudem in der Kategorie Bester Ton nominiert. Weitere Nominierungen gab es in den Kategorien Beste Kamera/Schwarzweiß und Bester Schnitt.